# Fritz Meusel
Fritz Meusel (* 30. September 1921; † 20./21. Jahrhundert) war ein deutscher Fußballspieler. Er absolvierte in den Spielzeiten 1948/49 bis 1950/51 in der Fußball-Oberliga Süd für den 1. FC Schweinfurt 05 insgesamt 83 Ligaspiele, in denen der Stürmer 45 Tore erzielte.

## Laufbahn, 1942 bis 1952
Der aus dem VfR 07 Schweinfurt hervorgegangene Angreifer Fritz Meusel kam durch Kriegsumstände in der Saison 1941/42 auch beim LSV Olmütz in der Gauliga Sudetenland zum Einsatz. Nach dem Meisterschaftsgewinn mit dem LSV stürmte der 20-jährige Meusel am 10. Mai 1942 in der Endrunde um die deutsche Fußballmeisterschaft gegen First Vienna Wien. Vor 10.000 Zuschauern in Olmütz setzte sich der spätere Finalist aus Wien durch ein Tor von Karl Decker mit 1:0 durch. Nach Ende des Zweiten Weltkriegs sorgte der Offensivspieler bis 1948 in Oberfranken beim TSV Hirschaid für ein Hoch.
Pünktlich zur Einführung des „Vertragsspielers“ in Süddeutschland zur Saison 1948/49 unterschrieb Meusel beim FC Schweinfurt 05 für die erstklassige Oberliga Süd einen Vertrag und wechselte in die „Kugellagerstadt“ zu den Grün-Weißen. Der spritzige und treffsichere Angreifer debütierte am Rundenstart, bei einem 1:1-Auswärtsremis gegen den FC Bayern München, am 11. September 1948 in der Oberliga auf der Mittelstürmerposition im damaligen WM-System. Am vierten Spieltag, den 3. Oktober 1948, war er erstmals als Torschütze für seinen neuen Verein erfolgreich. Beim 3:0-Heimerfolg gegen den VfR Mannheim zeichnete er sich als zweifacher Torschütze aus. Mit der Standardläuferreihe um die Nationalspieler Andreas Kupfer, Albin Kitzinger und Robert Bernhard belegte Schweinfurt mit 29:31 Punkten den 10. Rang. Im Angriff hatten in erster Linie Jakob Lotz (13) und Meusel (12) für die Tore gesorgt. In seinem zweiten Jahr bei den Nullfünfern, 1949/50, erzielte Meusel in 24 Ligaeinsätzen zehn Tore und führte damit vor Paul Gorski und Karl „Molli“ Kupfer mit jeweils sechs Toren die vereinsinterne Torschützenliste an.
Das dritte Rundenjahr von Meusel bei Schweinfurt 05, 1950/51, sollte zum erfolgreichsten werden: Mit 36:32 Punkten belegten die Grün-Weißen den 7. Rang und Meusel platzierte sich mit 23 Treffern auf dem 3. Rang in der Torschützenliste der Oberliga Süd, hinter Max Morlock (28 Tore) und Horst Schade (27 Tore). Nürnberg gewann mit zwei Punkten Vorsprung vor Fürth die Meisterschaft. Der Schweinfurter Torjäger hatte jeweils in den Begegnungen gegen den 1. FC Nürnberg (2:4), Singen 04 (3:0), SV Waldhof (4:4), Eintracht Frankfurt (2:1) und Singen 04 (2:4) zweimal getroffen. Sein 23. Treffer glückte ihm am 22. April 1951 bei einem 3:1-Auswärtserfolg gegen den VfB Mühlburg; der Karlsruher Stadtteilclub beendete die Runde auf dem 3. Rang.
Meusel nahm zur Runde 1951/52 ein Angebot des Oberligaabsteigers SV Darmstadt 98 an und wechselte zu den „Lilien“ in das Stadion am Böllenfalltor in die 2. Liga Süd. Durch eine 18-monatige Sperre wegen Vergehen gegen das Vertragsspielerstatut konnte der erhoffte neue Lilien-Torjäger aber 1951/52 kein Ligaspiel bestreiten. Vom 24. September bis 31. Dezember 1951 übte er das Traineramt in Darmstadt aus, ehe er diese Aufgabe gemeinsam mit Rudolf Gramlich bis Rundenschluss zu Ende führte. Obwohl mit Karl Schirra (Borussia Neunkirchen), Erich Gehbauer (Wormatia Worms) und Karl Kupfer (SpVgg Fürth) weitere Oberligaspieler nach Darmstadt gekommen waren, belegten die Achtundneunziger lediglich den 10. Rang. Das angestrebte Ziel der sofortigen Oberligarückkehr war mit den Blau-Weißen nicht geglückt.
Ab der Rückrunde 1952/53 konnte Meusel dann als Spieler auflaufen (13-1), im Weltmeisterjahr 1953/54 gelangen ihm in 20 Ligaeinsätzen 13 Tore und im Sommer 1955 beendete er mit 34 Jahren seine höherklassige Spielerlaufbahn.